# Lago Meirama
El lago de Encrobas o  lago de Meirama, se encuentra junto a los núcleos de población de Encrobas y Meirama, en el municipio coruñés de Cerceda. En su interior alberga una (antigua) mina de lignito, carbón mineral que abasteció a la colindante central térmica de Meirama.

## Antecedentes
La mina explotó este valle fértil en lignito desde 1980, hasta extraer 94 millones de toneladas. Esa intensa actividad “que contribuyó a la riqueza de la región y también comportó inconvenientes propios de una mina”, como apunta un exminero, originó un gran hueco de 300 metros de profundidad.
En 1985, la compañía lanzaba el primer proyecto de rehabilitación ambiental. “Una mina tiene que ser sostenible y puede serlo como lo demuestra este paisaje, pero para eso hace falta una actuación planificada desde el primer momento”, explica Roberto González, subdirector de Operaciones de Recursos Naturales de Gas Natural Fenosa.
En otras palabras: en paralelo a la explotación de la mina se comenzaba a trabajar en la futura restauración. Así, mientras las máquinas extraían el lignito, se planificaba la reconversión ambiental de las escombreras exteriores, es decir, las zonas donde se depositaba la tierra y las cenizas. Los árboles que rodean el lago de Encrobas o  lago de Meirama rondan veinte años de vida como resultado de esta estrategia.
El 2007 la mina cesó su explotación tras agotar las reservas.

## Datos
El lago mide 2,2 kilómetros de largo, uno de ancho, y tiene una profundidad máxima de 205 metros. El volumen de agua es de 148 hectómetros cúbicos. Su superficie es de 171 hectáreas de lámina de agua y una orilla-playa de 400 metros. Las áreas rehabilitadas (incluye la aldea de san Andrés) suman 730 hectáreas. La rehabilitación costó 60 millones de euros.

## Entorno natural
El lago de Encrobas o  lago de Meirama, es hoy un enorme ecosistema de algo más de mil hectáreas rodeadas del verde de los aproximadamente 800.000 árboles que hay alrededor (medio millón fueron plantados en estos últimos años), bosques de robles (carballos), castaños, alisos (ameneiros), sauces (salgueiros)... que se reproducen por sus extremos. Están catalogadas actualmente 862 especies de animales y vegetales, según el estudio de la Estación de Hidrobiología "Encoro do Con", de la USC. En un desplazamiento de poco más de una hora es posible cruzarse con jabalíes, varias aves rapaces, liebres, lobos, zorros, conejos, truchas de gran tamaño, aves migratorias cuando toca, y gaviotas.